# Asplenium sphaerosporum
Asplenium sphaerosporum är en svartbräkenväxtart som beskrevs av Alan Reid Smith. Asplenium sphaerosporum ingår i släktet Asplenium och familjen Aspleniaceae. Inga underarter finns listade.